# Hrabstwo Madison (Tennessee)
Hrabstwo Madison (ang. Madison County) – hrabstwo w stanie Tennessee w Stanach Zjednoczonych. Obszar całkowity hrabstwa obejmuje powierzchnię 558,63 mil² (1446,84 km²). Według szacunków United States Census Bureau w roku 2009 miało 97 317 mieszkańców.
Hrabstwo powstało w 1821 roku.

## Miasta
- Jackson
- Medon
- Three Way[4]

| Populacja hrabstwa w poprzednich latach | Populacja hrabstwa w poprzednich latach |
| Rok                                     | Liczba ludności                         |
| --------------------------------------- | --------------------------------------- |
| 1980                                    | 74 585                                  |
| 1990                                    | 77 982                                  |
| 2000                                    | 91 837                                  |
| 2005                                    | 94 916                                  |